# János Klamarik
Dans le nom hongrois Klamarik János, le nom de famille précède le prénom, mais cet article utilise l’ordre habituel en français János Klamarik, où le prénom précède le nom.
 (décembre 2020).
János Klamarik (7 février 1832, Losonc - 8 octobre 1898, Besztercebánya) est un pédagogue hongrois. 

## Biographie
Jean Klamarik est le fils de Pál Klamarik et de Katalin Müller. Il est formé à Pest et Vienne où il étudie la philosophie puis les mathématiques et les sciences naturelles. 
Encore étudiant à Vienne, il est professeur-adjoint (1852-1854) à Kiskunfélegyháza. Il est ensuite maître de conférences à Pécs (1855-1856) et au lycée de Baja (1856-1860). Il enseigne également une année à Székelyudvarhely (1860–1861). Il est ensuite nommé professeur de physique et de philosophie au lycée catholique royal de Besztercebánya. Il travaille alors à l'enseignement de la langue hongroise et au renforcement de la culture et de la spiritualité hongroises (1861-1867). Il est directeur du lycée de Besztercebánya de 1867 à 1876 et travaille avec succès au développement des écoles de la ville (construction d'un nouveau gymnasium, d'un école secondaire supérieure publique et d'une école civique de garçons). Il porte également son attention sur l'éducation populaire. Il voyage dans le même temps en Allemagne, en France, en Angleterre, en Belgique, en Suisse et en Italie, où il étudie les différents systèmes scolaires du secondaire. Il est directeur général du district de Banská Bystricade 1876 à 1883. Le professeur János Klamarik réforme et développe de manière significative l'enseignement secondaire en Hongrie, tout d’abord comme secrétaire du ministère de la Culture et de l'éducation à Budapest, puis comme conseiller ministériel et enfin comme secrétaire d'État. 
Chevalier de l'Ordre de François-Joseph (1870), il était membre honoraire du Conseil national des écoles secondaires, membre du Conseil National de l'Education Publique, fondateur et président d'honneur de la Société Pédagogique Hongroise. Il était également traducteur (hongrois, allemand, slovaque) et écrivain. Il est le beau-père du Dr Miklós Büttner (1874-1938).

## Sources
- Emlékkönyv Klamarik János 40 éves szolgálati jubileumára, Budapest, 1894
- Bernát Alexander: Klamarik János emlékezete, "Magyar Paedagogia, VIII"
- Szinnyei József: Magyar írók élete és munkái, Arcanum Adatbázis Kft., Budapest, 2000 –  (ISBN 963-86029-9-6)
- Pedagógiai lexikon II., Budapest, 1936
- Slovenský biografický slovník ("Dictionnaire biographique slovaque"), 1986-1994